# Bogra
Bogra (bengalî : বগুরা) est une ville du Bangladesh, accueillant la première usine de Grameen Danone Foods.